# 電脳ヒルズ
電脳ヒルズ（でんのうひるず）は、テレビ朝日のクイズ単発特別番組枠『すくいず!』の中で放送された企画の一つ、企画第2弾。

## 内容
- 3つのチームが、CG合成を用いたクイズ・ゲームで対決する。1チームの人数は各5人。
- スタジオには6チームがいるが、1つの回で参加するのは3チーム。残りの3チームはクイズには参加せず、上方にある二階席で見学となり、トークのみ参加する。

### 1st STAGE「電脳MUSASHI」
- 1人ずつ順番に挑戦。1チームにつき3人が挑む。
- 問題が出題された後、左右それぞれに3～4枚のパネルが縦に立って出現。挑戦者は、手持ちのライトサーベルで余分な1枚を左右同時に斬って消し去り、正解の言葉や組み合わせにする。
- 正解であれば次の問題へ進める。片方でも不正解・同時に斬らなかった・5秒以内に斬らなかった場合は、アウト（挑戦終了）となる。
- 全4レベルで計35問が出題され、レベルクリア毎に延長される宙に浮かぶ一本橋を渡ってゴールのテレビ朝日屋上を目指す、という設定となっている。バックは六本木ヒルズ上空を中心とした夜景で、背後には東京タワーが見える。
  - LEVEL A（5問出題）→3枚の文字パネルのうち1枚を斬って、2文字の言葉や空欄に当てはまる2文字にする。5問全て、上方向から読むと正解の言葉になる。全問正解で50万ポイント獲得。
  - LEVEL B（10問出題）→基本的にLEVEL Aと同じだが、読む方向が上と下の2パターンに増えている。また、このレベルに限り1問だけ、3枚の画像パネルの中から1枚を斬って、正しい組み合わせにする問題も出題される。全問正解で＋50万ポイント。
  - LEVEL C（10問出題）→パネルの枚数が4枚に増え、またどの文字から読むと正解になるかも不定。全問正解で＋100万ポイント。
  - LEVEL D（10問出題）
- CGセットを活かして、一本橋から落ちそうになるふりをする芸人が何人かいた。また、回答者には一本橋は見えていないため、橋がまだ架かっていない空中を走ってしまう回答者もいた。

### 2nd STAGE「電脳カジノロワイヤル」
- 今回見学の3チームの中から10名を選抜して、彼らにクイズを1問出題。
- 3チームはそれぞれ、10名の中での正解者数が、番組が設定したゾーンに入る（IN）か入らないか（OUT）を、手持ちのポイントを賭けて予想する。
- ゾーンは、加藤が0～10の書かれたカードの中から2枚をめくって、出た数より内側が「IN」、出た数と同一または外側が「OUT」なる。
  - 例→出た数字が「2」と「5」の場合、正解人数が3～4名なら「IN」、2名以下または5名以上なら「OUT」
- 賭けポイント分が、予想的中なら加算、外した場合は没収される。

### 3rd STAGE「電脳FINAL」
- 各チーム、代表者1人が前に出て、選択クイズに挑む。
- 選択肢の数は、現在残っているチームの数＋1個用意されているが、不正解の選択肢は1個のみ。
- 2nd STAGEまでの獲得ポイントが多いチームの代表者から順番に、選択肢を1つ選ぶ。
  - チームメイトとの相談は禁止。
- 正解ならセーフで、次の代表者に順番が回る。不正解ならアウトで、そのチームは脱落。
  - 最初に脱落したチームの席の周りには（CGで）壁が置かれた後、画面から消し去られる。
- 全員セーフになるか、アウトが出た時点で、その問題は打ち切り。各チーム、代表者を変えて、次の問題に挑む。これを繰り返して、最後まで正解し続けた1チームが優勝。

## 出演者
- 司会：加藤浩次（極楽とんぼ）
- アシスタント：野村真季（テレビ朝日アナウンサー）

### 第1回参加チーム
第2回は見学。
- ペナルティチーム
  - ペナルティ（ヒデ、ワッキー）、森下千里、小阪由佳、愛川ゆず季

スピードワゴンチーム
  - スピードワゴン（井戸田潤、小沢一敬）、松尾由美子、大木優紀、久保田直子（以上、テレビ朝日アナウンサー）

グラビアアイドルチーム
  - カンニング竹山、金子昇、ほしのあき、インリン・オブ・ジョイトイ、矢吹春奈

### 第2回参加チーム
第1回は見学。
- 原口・はなわチーム
  - 原口あきまさ、はなわ、夏川純、桜井裕美、原幹恵

ビビる大木チーム
  - ビビる大木、坂下千里子、山本モナ、古瀬絵理、八田亜矢子

ハリセンボンチーム
  - ハリセンボン（箕輪はるか、近藤春菜）、AKB48（大島麻衣、小嶋陽菜、戸島花）

### 第3回参加チーム
第4回は見学。
- 陣内・ケンコバチーム
  - 陣内智則、ケンドーコバヤシ、インリン・オブ・ジョイトイ、磯山さやか、福永ちな

スピードワゴンチーム
  - スピードワゴン（井戸田潤、小沢一敬）、松尾由美子、大木優紀、久保田直子（以上、テレビ朝日アナウンサー）

次長課長チーム
  - 次長課長（河本準一、井上聡）、AKB48（秋元才加、大島優子、中西里菜）

### 第4回参加チーム
第3回は見学。
- 品川庄司チーム
  - 品川庄司（品川祐、庄司智春）、佐藤仁美、宮地真緒、安倍麻美

チュートリアルチーム
  - チュートリアル（徳井義実、福田充徳）、坂下千里子、和泉由希子、八田亜矢子

ビビる大木チーム
  - ビビる大木、相澤仁美、小阪由佳、矢吹春奈、スザンヌ

## スタッフ
- ナレーション：森一丁、松井みどり
- 企画・構成：笠博勝
- 構成：相澤昇、蒲田幸成、米川榮一、川上テッペイ
- クイズ作成：仲野隆也、勝さんど
- TD：浅川英俊（テイクシステムズ）
- CAM：二瓶友美（テレビ朝日）
- AUD：為田あかね（テレビ朝日）
- VE：高田智子（テレビ朝日）
- LD：中根鉄弥（テレビ朝日）
- PA：石渡洋志（ロッコウ・プロモーション）
- クレーン：浅田康和
- 技術アシスト：駒田茂夫
- 美術：中塚宏（テレビ朝日）
- 美術進行：吉居真夏、楢崎仁志
- 大道具：大窪学
- 小道具：蛭川正規
- 生花装飾：橋本由子
- 特効：釜田智志
- システム：大脇豊
- モニター：石井智之
- サンプレ：日野直治
- CG：坂田敏治、中村敦、葛原健治、菊間俊介、菅野夏木
- CGアドバイザー：谷本篤史
- モーショングラフィックス：藤井健一
- ヘアメイク：段久美子、下館一美
- VTR編集：小野坂智、渡辺健也
- MA：松田直紀
- 音響効果：中村充・磯部裕之（アーツポート企画）
- TK：中里優子
- アシスタントプロデューサー：みうらさなえ（NAVI）
- 制作スタッフ：亀川匡
- ディレクター：双津大地郎、小石重蔵、吉田美樹、小峰智、筑根勉、大谷真也
- 演出：田村育.（NAVI）
- プロデューサー：本井健吾（テレビ朝日）、志岐誠（NAVI）
- 技術協力：共立、日放、IMAGICA、テクノマックス
- 美術協力：テレビ朝日クリエイト、TELLMIC、テレビ朝日サービス
- 制作協力：NAVI
- 制作著作：テレビ朝日

## 放送日
- 第1回（すくいず第5回） - 2007年5月16日
- 第2回（すくいず第6回） - 2007年5月23日
- 第3回（すくいず第7回） - 2007年5月30日
- 第4回（すくいず第8回） - 2007年6月6日

| スタブアイコン | サブスタブ | この項目は、まだ閲覧者の調べものの参照としては役立たない、テレビ番組に関連した書きかけの項目です。この項目を加筆・訂正などしてくださる協力者を求めています（P:テレビ/PJ:放送または配信の番組）。 |